# Daniel Knauf

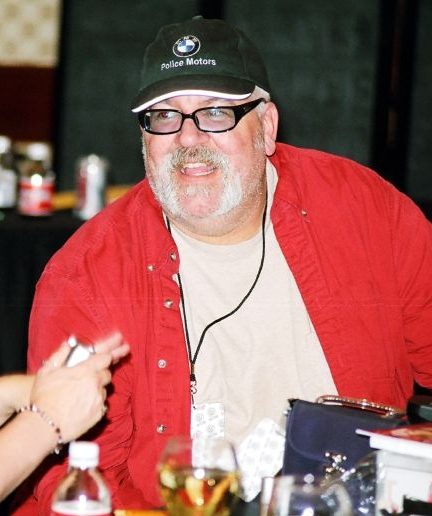
Daniel Knauf (2006)

Daniel Knauf, Pseudonyme Wilfred Schmidt und Chris Neal (geb. 7. August 1958 in Los Angeles, Kalifornien) ist ein US-amerikanischer Drehbuchautor, Comicbuchautor, Regisseur und Produzent. Bekannt geworden ist er durch die Fernsehserie Carnivàle von HBO.

## Biografie
Geboren und aufgewachsen ist Knauf in Los Angeles. Er besuchte verschiedene Colleges in Südkalifornien, studierte Kunst (Fine Art) und promovierte 1982 von der California State University, Los Angeles mit einem Bachelor in Englisch. Sein erster Beruf war der eines Sachbezugsberaters und später Krankenversicherungsmakler. Mit dem Schreiben begann er erst, als er sich und seine Familie finanziell versorgen konnte. Mit der Hoffnung ein Drehbuchautor zu werden, schrieb Knauf 1992 das erste Skript zu Carnivàle. Es war 180 Seiten lang und damit doppelt so lang wie das eines normalen Spielfilms. Knauf war davon überzeugt, dass das Drehbuch nicht als Standard-Fernsehserie oder Film funktionieren würde und legte es deswegen zur Seite um es eines Tages eventuell als Roman zu verfassen. Carnivàle entstand als Resultat aus Knaufs Kindheitsfaszination von Carnivàles und seinem Interesse an „Freaks“. Sein Vater war während Knaufs Kindheit durch Poliomyelitis auf einen Rollstuhl angewiesen. Nach einem Treffen mit Fernsehautoren während einer Writers Guild of America Tagung Mitte der 1990er, begann Knauf darüber nachzudenken, aus dem Drehbuch zu Carnivàle eine Fernsehserie zu machen. Er schrieb den ersten Akt zu einem Pilotfilm um, stellte das Skript jedoch wieder zurück, als er für das Projekt keinen Produzenten fand.
Knauf schrieb 1994 den von HBO produzierten Fernsehfilm Blind Justice. Während des Tiefpunkts seiner Drehbuchautorenkarriere eröffnete er eine eigene Website, auf der er seinen Lebenslauf und Carnivàles ersten Akt veröffentlichte. Er schrieb 2001 die Pilotepisode von Honey Vicarro und schrieb, produzierte und drehte für die Fernsehserie Wolf Lake und den Film Dark Descent, bevor ein Fernsehproduktionsscout Carnivàle den Produzenten Scott Winant und Howard Klein vorstellte. Die legten das Projekt HBO vor, die dieses dann produzierten, zwölf Jahre nachdem Knauf das erste Skript verfasst hatte.
Seit der Absetzung Carnivàles 2005 schrieb Knauf für Serien wie Supernatural, Standoff (auch Co-Executive Producer), und My Own Worst Enemy. Mit seinem Sohn Charles Knauf verfasste er die Ausgaben 7–18 und 21–28 des Iron Man Comics für Marvel, sowie die zweite Ausgabe des The Eternals Comics, nach einer Abstinenz von über 30 Jahren. Zuletzt schrieb Knauf das Comic Captain America Theater of War: Zero-Point, dessen Handlung während des Zweiten Weltkriegs spielt. Seine letzten Fernsehprojekte waren eine Miniserie über das Phantom sowie zwei Drehbücher für die Serie Spartacus: Blood and Sand.
Im September 2010 wurde bekannt gegeben, dass er zusammen mit Trent Reznor an einer Miniserien-Umsetzung des Nine Inch Nails Albums Year Zero für HBO und BBC arbeitet. Wenige Monate später wurde er jedoch vom Fight-Club-Drehbuchautor Jim Uhls abgelöst. Knauf war zwischen 2013 und 2014 Showrunner der kurzlebigen NBC-Fernsehserie Dracula, bevor er anfing bei The Blacklist als Drehbuchautor und Produzent zu arbeiten.

## Filmografie

### Drehbuch
- 1994: Blind Justice (Fernsehfilm)
- 2001: Honey Vicarro (Pilotfilm)
- 2001–2002: Wolf Lake (Fernsehserie, 2 Episoden)
- 2002: The Deep – Showdown in der Tiefe (Dark Descent)
- 2005: Carnivàle (Fernsehserie, 25 Episoden)
- 2006: Supernatural (Fernsehserie, Episode 1x18 Eine Hexe kehrt zurück)
- 2006–2007: Standoff (Fernsehserie, 3 Episoden)
- 2008: Bis aufs Blut (Fear Itself, Fernsehserie, Episode 1x03 Im Körper der Bestie)
- 2008: My Own Worst Enemy (Fernsehserie, Episode 1x07)
- 2009: Das Phantom (The Phantom, Miniserie, 2 Episoden)
- 2010: Spartacus (Fernsehserie, 2 Episoden)
- 2012: Bxx: Haunted
- 2013–2014: Dracula (Fernsehserie, 2 Episoden)
- 2015–2017: The Blacklist (Fernsehserie, 11 Episoden)
- 2016: Supernatural GenderSWAP (Miniserie, Episode 1x18)
- 2020–2021: Die Astronauten (The Astronauts, Fernsehserie, 11 Episoden)

### Produzent
- 2001: Honey Vicarro (Fernsehfilm, Executive Producer)
- 2001–2002: Wolf Lake (Fernsehserie, 7 Episoden, Consulting Producer)
- 2003–2005: Carnivàle (Fernsehserie, 22 Episoden, Executive Producer)
- 2007: Standoff (Fernsehserie, 10 Episoden, Co-Executive Producer)
- 2008: My Own Worst Enemy (Fernsehserie, 6 Episoden, Co-Executive Producer)
- 2010: Spartacus (Fernsehserie, 7 Episoden, Consulting Producer)
- 2012: Bxx: Haunted (Executive Producer)
- 2013–2014: Dracula (Fernsehserie, 10 Episoden, Executive Producer)
- 2017: The Blacklist (Fernsehserie, 67 Episoden, Executive Producer & Co-Executive Producer)
- 2020–2021: Die Astronauten (The Astronauts, Fernsehserie, 10 Episoden, Executive Producer)